# Ungersk litteratur

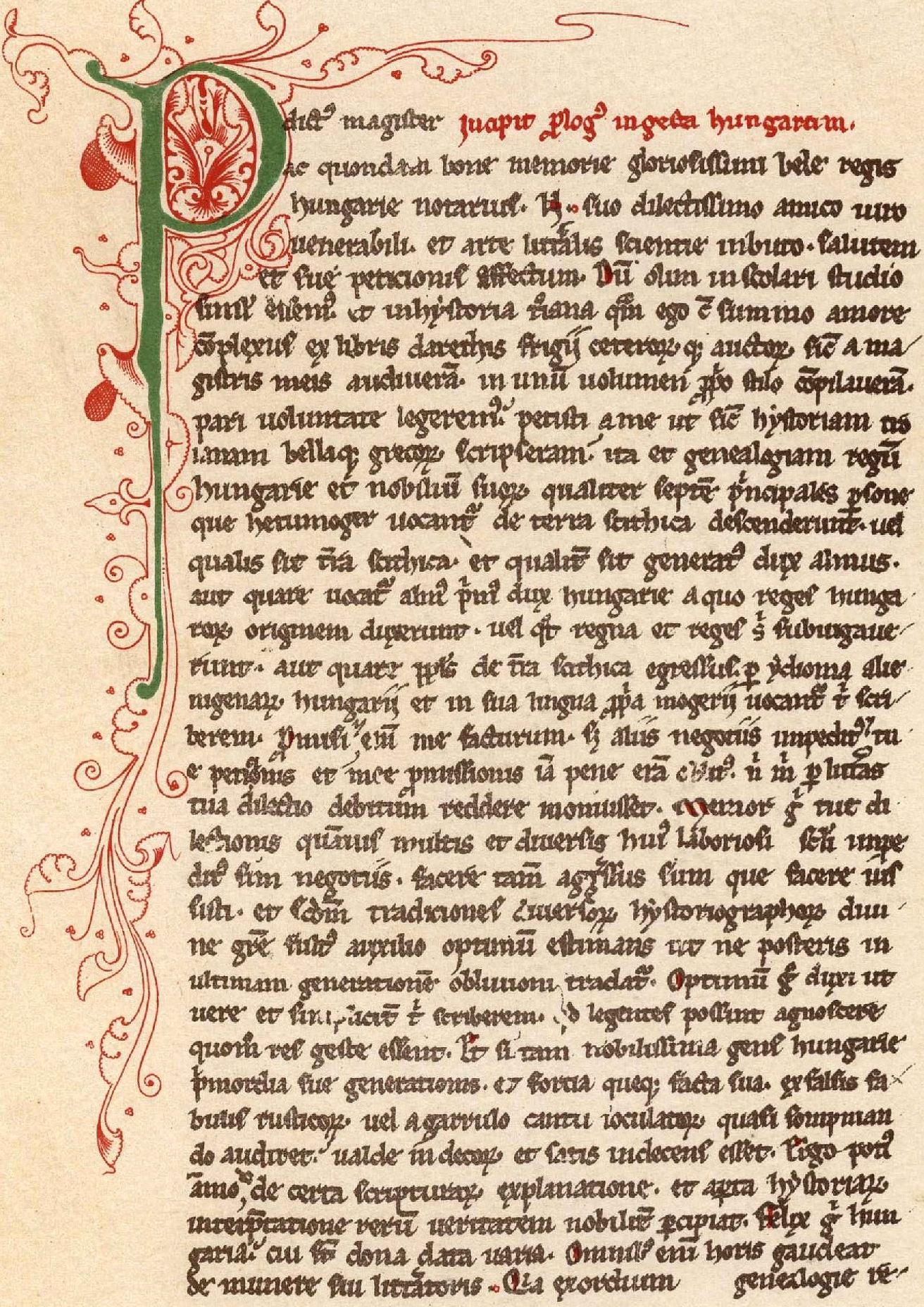
Sida från Gesta hungarorum.

Ungersk litteratur är litteratur skriven på ungerska och främst skapad i Ungern. Den ungerska litteraturen kan även inkludera verk skrivna i Ungern eller med stark ungersk anknytning fast på andra språk – som latin. Den ungerska litteraturen var i många hundra år mer eller mindre okänd i stora delar av Europa. 
Ungersk litteratur har på senare tid fått ökad spridning tack vare författare som Mór Jókai, Antal Szerb, Sándor Márai, Imre Kertész och Magda Szabó.

## Antiken och medeltiden
Det (forn-)ungerska språket föddes cirka år 1000 f.Kr., då det började skilja ut sig från sina omgivande ugriska systerspråk. Från den perioden finns inga bevarade skriftliga källor men genom folksagor och sånger kan man spåra delar av språket. Den äldsta ungerska perioden börjar år 896 när ungrarna erövrade Pannoniska slätten och satte sig till ro. De första bevarade skrivna texterna på ungerska är från tiden därefter.
Det finns texter på latin från 1000-talet till 1400-talet som består av korta versioner av några ungerska legender relaterade till ungrarnas rötter och berättelser om erövringen av Ungern samt från fälttåg på 900-talet.
Till att börja med skrevs ungerskan med runor, om än inte för litterära syften. Den skriften ersattes av det latinska alfabetet i samband med kristendomens införande i Ungern under Stefan I:s tid (1000–1038).
De första skrivna texterna på ungerska är några noteringar i en skrivelse från klostret i Tihany (1055). Där listas ett antal olika termer på ungerska, inklusive uttrycket feheruuaru rea meneh hodu utu rea ('anlägger militärvägen mot Fehérvár'), med syftning till trakten där man byggde klostret. Den första bevarade texten helt och hållet skriven på ungerska är "Halotti beszéd és könyörgés" ('Begravnings- och bönepredikan'), författad mellan 1192 och 1195 (alternativt runt år 1200). Den är del av den medeltida ungerska manuskriptsamlingen Codex Pray och utgörs av en översättning av en tidigare predikan på latin.
Den första bevarade dikten med ungersk text är Ómagyar Mária-siralom ('Marias klagan'). Denna 1290-talstext är en översättning från latin av en dikt av Godefroy de Breteuil och som även finns bevarad på andra finskugriska språk. Det är också den äldsta bevarade dikten på något uraliskt språk. Både Begravnings- och bönepredikan och Marias klagan är svåra att läsa och förstå för en nutida talare av ungerska. Det latinska alfabetets 26 bokstäver täcker inte alla ljuden i det ungerska språket, särskilt som dessa texter författades utan markeringar för diakritiska tecken eller dubbelskrivningar av bokstäver.

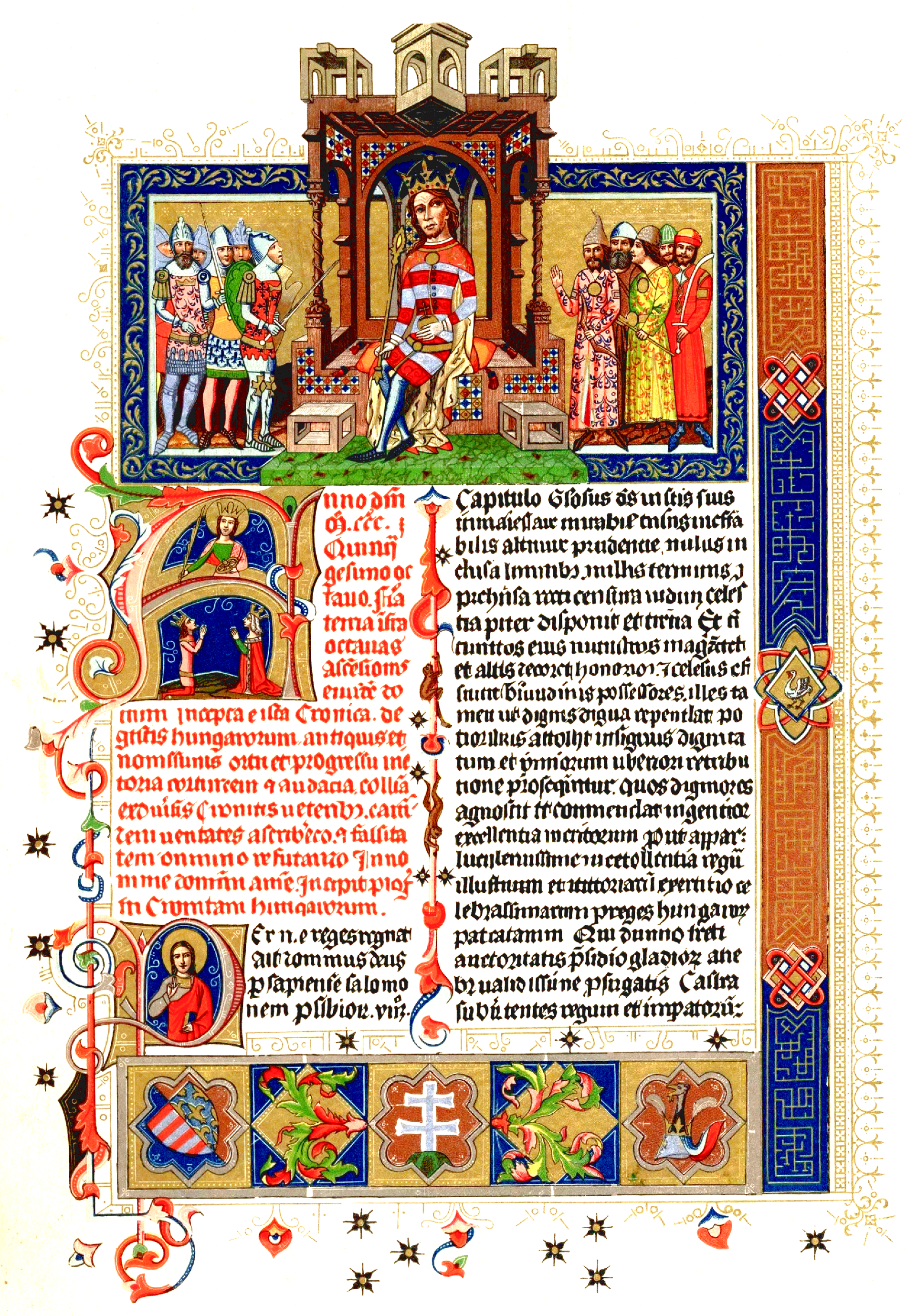
Illustrerad sida av Képes krónika.

Under medeltiden och i början av renässansen var latin det huvudsakliga skriftspråket i Ungern. Bland den här tidens viktigaste texter på latin finns Sankt Stefans förmaningar till sin son, prins Imre. Det skrevs även krönikor om den ungerska historien, som Gesta hungarorum ("Ungrarnas bedrifter", av okänd författare, äldsta bevarade ungerska krönikan) och Gesta hunnorum et hungarorum ("Hunnernas och ungrarnas bedrifter", av Simon Kézai) – båda två på latin. De här krönikorna blandar historiska fakta och rena legender och har sina begränsningar som historiska källor. En annan medeltida krönika är Képes krónika (Chronicon pictum eller "Illustrerad krönika"), författad av kung Ludvig I av Ungern.
Senare kom Rogerius 1200-talsverk som publicerades med Thuroczy Janos krönika på sent 1400-tal. I Split i nuvarande Kroatien skrev Thomas av Spalato om lokal historia med mycket information om Ungern under 1200-talet då Dalmatien och Split då var en del av det Ungerska riket.

## Renässans och barock
Ungerns renässans inträdde under Mattias I Corvinus och dennes regeringstid (1458–1490), vilket också motsvarade en blomstringstid för ungersk litteratur. En av periodens främsta gestalter var Janus Pannonius, som skrev på latin och var den ende viktigare humanistiske poeten.
Under Mattias I:s tid grundade András Hess även det första tryckeriet i Ungern, placerat i Buda. Den första boken som producerades där var Chronica hungarorum.
Efter 1526 och slaget vid Mohács förändrades situationen drastiskt. Osmanska riket kom i 150 år framåt att ockupera större delen av Ungern, och året räknas också som inledning till den ungerska "medeltiden" (efter 6 sekler av tidigt nationsbygge och före senare århundradens nyetablerade ungerska statsmakt).
Periodens viktigaste poeter var Bálint Balassi (1554–94, även soldat), Tinódi Sebestyén och Nikola Zrinski (1620–64). Ballassis diktkonst visar på medeltida influenser, och hans texter kan delas in i tre delar: kärlekspoesi, krigspoesi och religiös poesi. Vad gäller Zrinski var hans mest betydelsefulla verk dikteposet Szigeti veszedelem ('Szigets fara'). Denna, författad åren 1648–49 och i en stil som i mångt och mycket kopierade Iliaden, förtäljer om slaget vid Szigetvár där diktarens farfar miste livet.
Inom den religiösa litteraturen var periodens viktigaste verk bibelöversättningen 1590 av Gáspár Károlyi, protestantisk präst i Gönc. Översättningen är känd som Vizsolybibeln, efter den ort där boken gavs ut. Ett annat viktigt religiöst verk är Sankta Margaretas legend, kopierad runt år 1510 efter en äldre och numera försvunnen text. Kuruc-sångerna, folklyrik från Rákóczidynastins frihetskrig under de följande århundraden, är hågkommen än i modern tid.
På latin var författarna än fler. István Szamosközy, Baranyai Decsi János, Miklós Istvánffy, Bethlen János, Farkas Bethlen, Ferenc Forgách, György Szerémi, Ambrus Somogyi, Gianmichele Bruto och Oláh Miklós är några betydande under 1500 och 1600-talet. Georg Kraus och Georg Zeiler skrev om transsylvansk historia på tyska och på spanska finns Bernardo de Aldanas ursäkt över förlusten av borgen i Lippa (dagens Lipova i Rumänien) till turkarna år 1552.
Det gjordes under perioden också en del översättningar av italienska författare. János Baranyai Decsi översatte Sallustius' Catalina och Jughurtas krig under sent 1500-tal. Cirka hundra år senare fanns också en översättning av Curtius Rufus' Alexander den stores liv i Debrecen.

## Upplysningstid och språkreform
Under 1700-talet övergick Ungern från att vara dominerad av turkar till att bli del av det habsburgska riket. Upplysningstiden inträdde i landet ett halvsekel senare än i länderna i Västeuropa, men slutligen nådde de nya tankarna fram till Ungern via Wien. Samtidigt ökade bokutgivningen märkbart, trots den rådande politiska och religiösa censuren.
Ungerns första företrädare för upplysningstidens nya idéer blev författare som blev benämnda som testőr írók (kejsarinnan Maria Teresa I:s livvakt). Detta inkluderade namn som György Bessenyei och János Batsányi. Periodens viktigaste diktare var Mihály Csokonai Vitéz (som skrev på en blandning av gammal och reformerad ungerska), Dániel Berzsenyi och Lőrinc Orczy. Tidens skönlitteratur präglades av memoarer och introspektiva texter. Ett av de viktigaste skrivna verken var dock en epistelsamling – Brev från Turkiet av transylvasniern Kelemen Mikes.
Under upplysningstiden blev ungerskan föremål för en större språkreform, med syftet att bättre anpassa språket till den nya tiden, vetenskapens utveckling och olika uppfinningar. Språkreformen var främst ett verk av Ferenc Kazinczy, en banerförare av upplysningstidens idéer som 1780 grundat Ungerns första tidskrift (Magyar Múzeum). Han var en av den ungerska samtidens viktigaste kulturpersonligheter hade stor auktoritet i språkliga och litterära frågor. Den här reformen och de samtidiga förändringarna inom det ungerska kulturlivet under slutet av 1700-talet innebar i praktiken födelsen av den moderna ungerska litteraturen.

## 1800-talet

### Romantiken

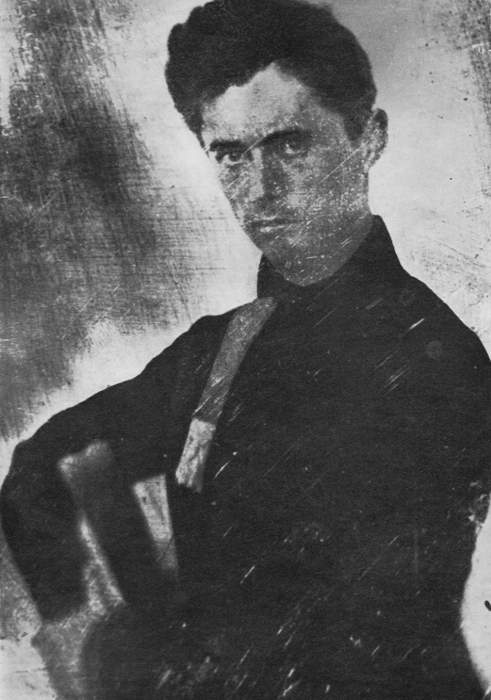
Daguerrotyp av Sándor Petöfi.

I början av 1800-talet hade Ungerns kulturella centrum förflyttat sig (från Buda) till Pest tvärs över Donau. Där framträdde en ny generation av författare, med kopplingar till den nya litterära tidskriften (årsskrift) Aurora (1821–1837). Denna "Auroragrupp", där medlemmarna var kritiska till Kaczinskys starka kulturella dominans, innehöll namn som Károly Kisfaludy (grundare av tidskriften och bror till poeten Sándor Kisfaludy) historikern Ferenc Toldy samt József Bajza (viktig litteraturkritiker). Periodens ende store poet utanför den här gruppen var den Kaczinsky-påverkade Ferenc Kölcsey, som 1823 författade texten till den ungerska nationalsången.
Vid sidan av ovanstående namn fanns dock lyrikern Mihály Vörösmarty, som 1825 lyckades skapa ett efterlängtat ungerskt nationalepos. Hans Zalán futása ('Zaláns flykt') var baserat på berättelsen om Ungerns erövring av Huset Árpád, även redogjord för i Gesta Hungarorum.
Ungefär vid samma tid uppstod den "ungerska teatern", med scenuppsättningar på ungerska. 1837 grundades Ungerska Nationalteatern, och Jószef Katonas Bánk Bán (skriven 1815, utgiven 1821 men med första uppsättningen första 1839) var en av den nya teaterns första stora pjäser. Genom flitigt återkommande nyuppsättningar – inklusive i operaversion – har det här historiskt präglade verket fått rollen som ungerskt nationaldrama.
Även romanformen tilldrog sig stort intresse under perioden, med mer än 200 utgivna titlar bara under den första tredjedelen av seklet. Bland de här tidiga romanförfattarna utmärkte sig inte minst József Eötvös, vars A falu jegyzöje (1844-46, 'Bynotarien') och Ungern 1514 (1847–48) kommit att räknas som klassiker inom den ungerska litteraturen. Han var pionjär inom den tidiga realismen.
Den egensinnige och revolutionärt sinnade Sándor Petőfi, vars skrivande var del av romantiken, räknas som Ungerns "nationalpoet". Petőfis diktande hämtade sin inspiration från den ungerska folkloren, och han använde sig av olika stämmor och personlighet – ibland med satiren som syfte. Han försvann under 1849 års slag vid Segesvár (där ungerska revolutionen förlorade kampen om Ungerns politiska frihet). Petőfis mystiska försvinnande har bidragit till hans status som upplyft ungersk kulturikon.

### Desillusion och roman
Den ungerska revolutionens sammanbrott följdes av den habsburgska monarkins förstärkta makt. Landet gick nu in i period av desillusion som kom att förmärkas i det ungerska kulturskapandet – inte minst inom litteraturen. Tidskrifterna saknad mer framträdande författare och lät fylla sina sidor med olika slags medelmåttor eller amatörer. Inom poesin utmärkte sig endast János Arany; hans mästerverk Toldi (1847) fick goda vitsord av kulturauktoriteten Petőfi och hans senare dikter inspirerade till den moderna poesin.
Den främste representanten inom den politiska prosan var å sin sida Zsigmond Kemény. Han skrev även historiska romaner – inklusive 1847 års Pál Gyulai – där samtidens pessimism och irrationella tankar tydligt syntes. Imre Madách arbetade i samma stil, och han är bland annat känd för den dramatiska dikten Människans tragedi (1861). Denna gick med sina resonemang om människans öde i samma stil som Lord Byrons "Kain", Goethes "Faust" och Ibsens Peer Gynt. Bland tidens andra poeter fanns namn som László Arany, János Vajda och Gyula Reviczky.
Den ende författaren som undvek periodens dystra stämningar var den eskapistiskt lagde optimisten Mór Jokai. Dennes produktion inkluderar mer än 100 volymer med romaner och andra berättelser, fyllda av en idealistisk, känslig och melodramatisk romantik. Jókai blev med sina exotiska historier och osannolika hjältar den kanske mest lästa av 1800-talets ungerska "sagoberättare". I samma anda och med nästan samma popularitet verkade Kálmán Mikszáth, vars verk beskriver hans barndoms lantliga miljöer.

## 1900-talet

### Fram till 1918
Mot slutet av 1800-talet hade Budapest omvandlats till en av Europas mest moderna städer, och 1896 var staden värd för millennieutställningen till minne av landets födelse 1000 år tidigare. Under denna påkostade och självförhärligande fasad dolde sig dock flera svåra problem, med en stor del av befolkningen fast i svår fattigdom och med en växande mängd arbetslösa.
Litteraturen under de första åren av det nya seklet var mer präglad av essäer än av poesi och större berättelser. Samtidigt formades "Söndagsgruppen" under ledning av György Lukács och med Károly Mannheim samt poeten och dramatikernBéla Balázs som två av de andra medlemmarna.

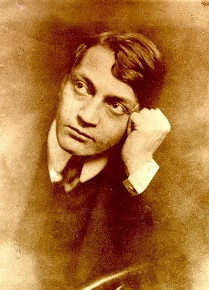
Endre Ady.

Den ungerska teaterscenen var vid den här tiden ganska händelselös, och man ägnade sig i stor utsträckning åt att kopiera äldre föredömen. Ferenc Molnár, Menyhért Lengyel och flera andra nya namn författade lättare material präglade av hantverksmässig skicklig, och dessa verk var lätta att exportera till utlandet.
Inom poesin var den judiskbördige József Kiss det största namnet. Han var också en viktig förläggare, främst tack vare sin tidskrift A Hét ('Veckan', 1890–1924) bland annat ungerska judar som Tamás Kóbor och Sándor Bródy gavs möjlighet att publicera sig. Till den här gruppen slöt sig också romanförfattaren Zoltán Ambrus (Kung Mides) och novellister som Jenő Heltai, Viktor Cholnoky och Zoltán Thury. 
Parallellt med ovanstående utveckling frodades i Szeged litteraturen utanför den ungerska huvudstaden, tack vare författare som István Tömörkény och Ferenc Móra. Dessa beskrev de ungerska böndernas liv, utan att förfalla till idealisering.
Under det första årtiondet av det nya seklet föddes en annan viktig litterär tidskrift. Nyugat ('Väster') kom ut med sitt första nummer 1908, och den kom att ge ett betydande bidrag till moderniseringen av den ungerska litteraturen. Runt tidskriften samlades poeter, kritiker och romanförfattare som Endre Ady, Gyula Krúdy (drömska storstadsbeskrivningar av Budapest) och Aladár Schöpflin, och tidningen stod för en radikal borgerlig humanism. Andra viktiga namn som förknippades med tidskriften, vars inflytande på den litterära utvecklingen var både central och långvarig (Nyugat lades slutligen ner år 1941), var Gyula Juhász och Frigyes Karinthy samt impressionisterna Mihály Babits, Margit Kaffka, Árpád Tóth och Dezső Kosztolányi. Nyugat kom även att fungera som plantskola för Lőrinc Szabó, József Fodor, István Vas, József Berda och Anna Hajnal, hämtade ur en ny generation av poeter och prosaister.
I kretsen kring Nyugat formerades även andra nya tendenser, inklusive socialistiska strömningar. Där utmärkte sig särskilt Attila József (skildringar och urban ensamhet), ofta omnämnd som en av de stora namnen inom ungersk litteratur, men även avantgardister som Lajos Kassák och andra. Jószef kombinerade i sina texter marxism och freudianism.

### Mellankrigstiden
Efter blomstringstiden före första världskriget följde en kraftig nedgångsperiod. Efter 1920 års Trianonfördrag fick Ungern avträda två tredjedelar av sitt territorium, och den nationella kulturen drabbades närmast av en depression.
Detta var en av orsakerna till framväxten av en mer aggressiv ungersk nationalism, som utmärktes av en kristen identitet och men sin antikommunism och antisemitism. Den här strömningen anammades av bland andra historikern Gyula Szekfű.
Mellankrigstidens mest inflytelserika litterära tidskrift var Est ('Öst'; jämför 'Nyugat'), ledd av den viktiga kritikern János Horváth i samarbete med Cécile Tormay. Den senare utmärkte sig även som romanförfattare. Andra författare av historiska romaner från perioden inkluderade Miklós Surányi, János Komáromi och Irén Gulácsy, samt även den nationalistiskt lagde Gyula Somogyvári.
Till den här grupperingen hörde även vissa neokatolska skribenter, tack vare ('Katolska tidskriften'), ('Vakan') och liknande tidskrifter. Här kan nämnas poeter som Lajos Harsányi, Sándor Sík och László Mécs, samt romanförfattaren Béla Just.
En tydligt annorlunda inriktning, jämfört med ovanstående, stod de inflytelserika populistiska författarna inom (népi-rörelsen) för. Namnet på rörelsen myntades av Mihály Babits, som var ute efter formera en grupp författare med de traditionella ungerska ämnena som standard; detta stod i motsats till gruppen kring Nyugat. Förutom föregångaren Dezső Szabó bestod den här författargruppen med folkligt populistisk ådra namn som László Németh, János Kodolányi, Pál Szabó och Dénes Barsi. Bland dessa författare med koppling till grupperingen kan förmärkas Gyula Illyés, ansedd som en av de mest betydelsefulla ungerska poeterna under 2000-talet och representant av en tankelyrik med ren folklig stil (efter en tid som avantgardist i Paris).
Nu befann sig en stor del av det historiska Ungern utanför det ny Ungerns gränser. Detta inkluderade Transsylvanien (inlemmat i Rumänien), där nya kulturcentra kom att bildas. En av flera viktiga transsylvanska författare under mellankrigstiden var Károly Kós, vars roll som organisatör av det litterära livet i Transsylvanien kan jämföras med Kazinczkys ett sekel tidigare. Utvecklingen mot en ny kulturell identitet berättas i bokform av Miklós Bánffy.
Under andra världskriget tvångsförflyttades de ungerska judarna till getton och koncentrationsläger, med hög dödlighet. Detta öde drabbade poeter som György Sárközi och Miklós Radnóti, berättare som Károly Pap och Endre Gelléri och historiker som Antal Szerb.

### Den kommunistiska perioden
Ungern var allierad med axelmakterna och blev till slut en av andra världskrigets förlorare. Efter kriget togs den politiska makten över av Sovjetunionen, förkroppsligad av Mátyás Rákosid drivande kraft inom det ungerska kommunistpartiet. Efter några inledande år där kulturlivet utvecklades under en relativ frihet följde en hårdnande period i början av 1950-talet, där kommunistpartiet under József Révai stärkte kontrollen.
Sándor Márai, som redan under mellankrigstiden etablerade sig som författare, kom att bli en av de centrala namnen i den tidiga efterkrigstidens litteratur. Han producerade romaner, essäer och memoarböcker som  En borgarens bekännelser och Jord, jord, och efter röda arméns ockupation av Ungern tvangs han gå i först italiensk och senare amerikansk exil. De författare som valde att stanna kvar i Ungern hade att välja mellan förbjudna böcker och ett författarskap under anpassning.
Efter 1953 och Josef Stalins död lättade det politiska trycket något, då regimen under Imre Nagy inledde en lite mer liberal politik. 1956 fick detta kulturella töväder dock ett brått slut, då Ungernrevolten stoppades genom en invasion av röda armén.
En av periodens ledande namn var Tibor Déry, en kommunist men inte Moskvatrogen. Han tvangs efter 1956 "skriva om" sin trilogi Den oavslutade meningen, eftersom den inte följde principerna för den socialistiska realismen. Han fick tillbringa en tid i fängelse och släpptes ut därifrån 1960, efter att ha blivit benådad. Dramatikerna Gyula Háy gick ett snarlikt öde till mötes och satt inspärrad åren 1956–60. Andra författare, som Zoltán Zelk, visade mer öppet sin lojalitet med den stalinistiska politiken.
En tillbakagång till det tidigare stalinistiska förtrycket visade sig dock svårt att genomföra. Under de första åren efter krossandet av Ungernrevolten var oppositionen kuvad, men redan 1960 skedde de första allmänna amnestierna. Regimen backade från sin tidigare politik att socialistisk realism var det enda tänkbara inom litteraturen, och veteraner från mellankrigstiden fick nu åter en möjlighet att publicera sig. Nu blev det också lättare att ge ut utländska verk i ungersk översättning, även sådana böcker som inte låg i linje med det kommunistiska idealet.
Bland periodens viktigare författarnamn fanns Sándor Weöres (tidigare stämplad som "individualist" och "formalist"), László Nagy, Ágnes Nemes Nagy och János Pilinszky, vilka åter kunde ges ut via de mer liberala tiderna från mitten av 1960-talet. Prosaförfattaren Magda Szabó, som var utsatt för politiska repressalier under åren 1949–56, fick se sina romaner bli utgivna och stora framgångar. Även romanförfattare som Endre Fejes, György Moldova och Gyula Fekete började skriva böcker som formulerade frågeställningar som under 1950-talet setts som tabu. Detta inkluderade texter om den verkliga situationen för arbetarklassen och den "ungerska frågan" i Ungern.
En tid av mer nytänkande och mångfald inom litteraturen kom, där inte minst prosan märktes. Géza Ottlik och Miklós Mészöly bröt mot traditionell romankonstruktion, och i generationen därefter utmärkte sig bland annat Péter Nádas och Péter Esterházy.

## Tiden efter kommunismen
De ungerska författarna spelade en viktig roll inom den politiska öppningen i Ungern under 1980-talet.
1989 öppnades gränserna mellan öst och väst inför och i samband med Berlinmurens fall. Ungerns öppning mot väst ledde bland annat 2004 till medlemskap i Europeiska unionen, och ökade kontakter mellan Ungern och andra länder har medfört att den ungerska litteraturen under senare år blivit mer känd internationellt.
Namn som Sándor Márai och Magda Szabó har blivit flitigt översatta och hyllade, och Imre Kertész – senare års mest kända ungerska författare – fick 2002 motta Nobelpriset i litteratur. I den nya generationen i början av 2000-talet har Péter Esterházy fortsatt att utmärka sig, liksom den tyskspråkiga Terézia Mora.

## Bildgalleri

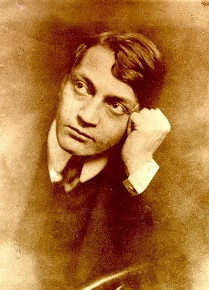
Endre Ady
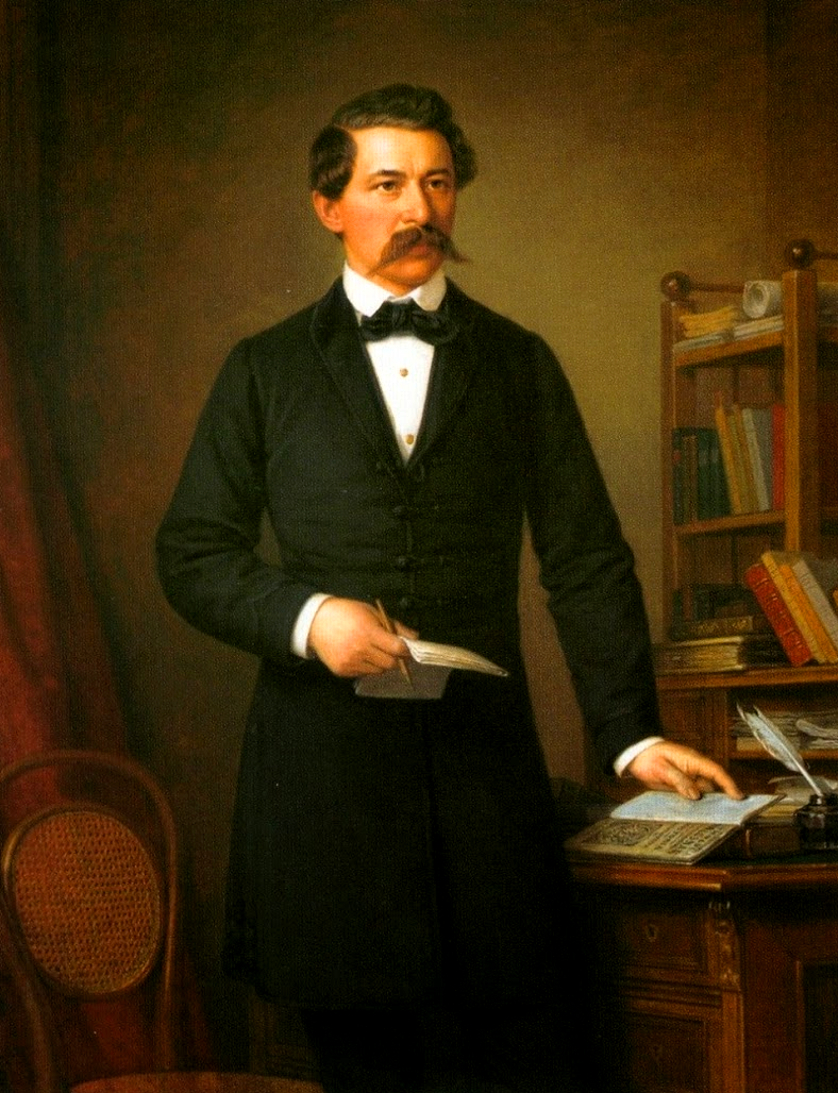
János Arany
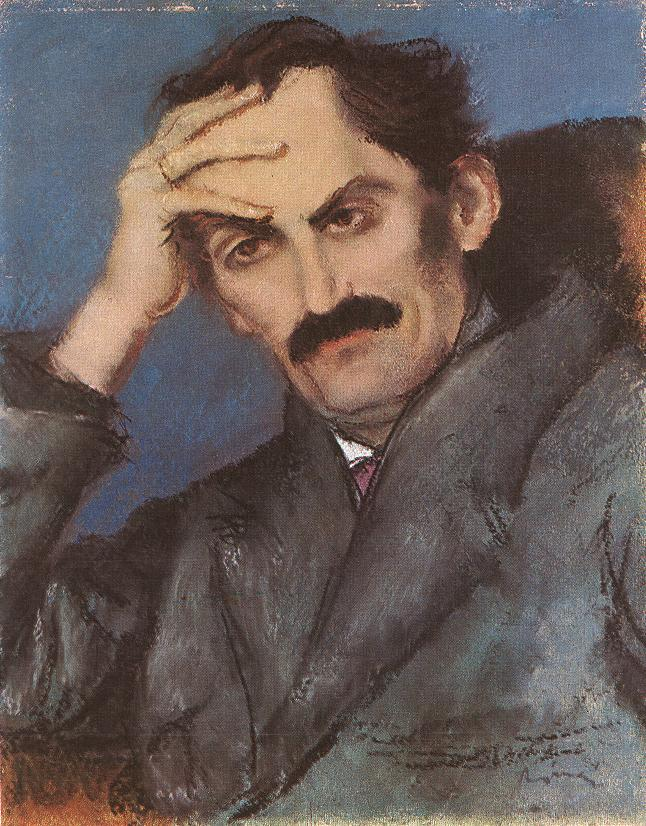
Mihály Babits
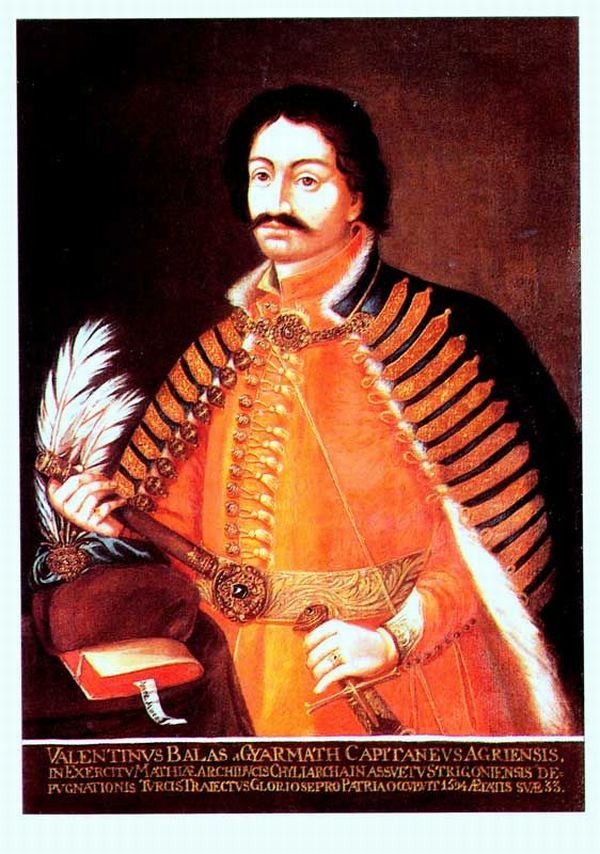
Bálint Balassi
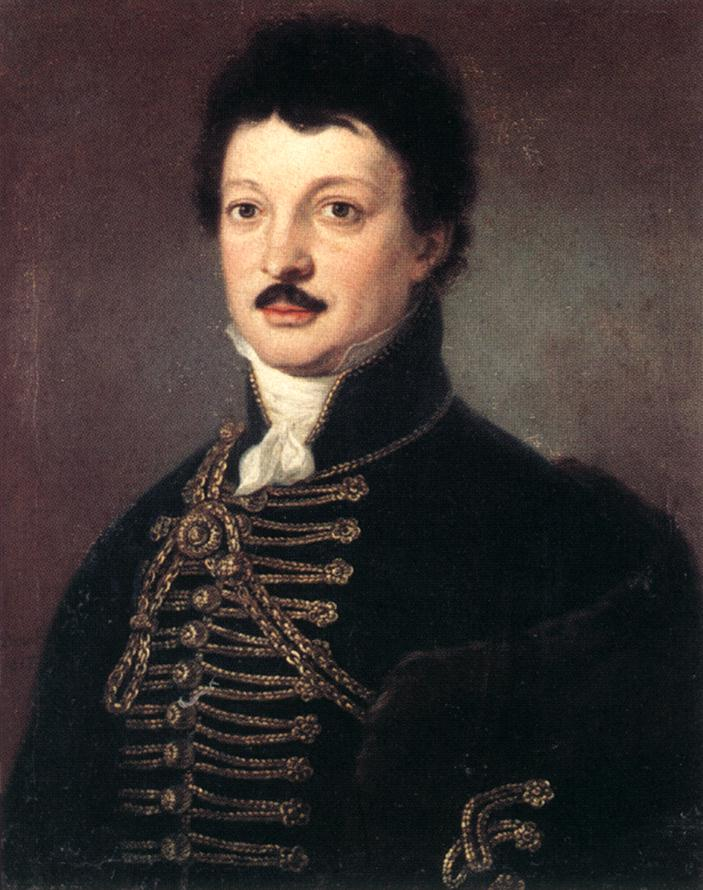
Dániel Berzsenyi
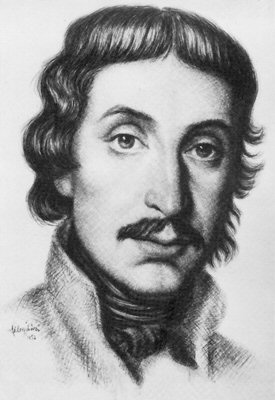
Mihály Csokonai Vitéz
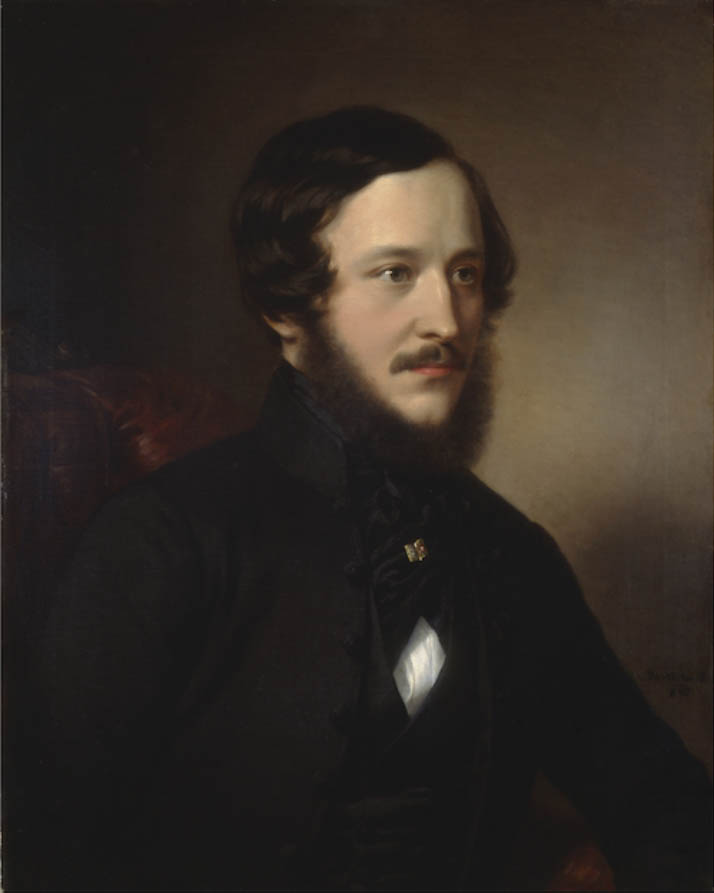
József Eötvös
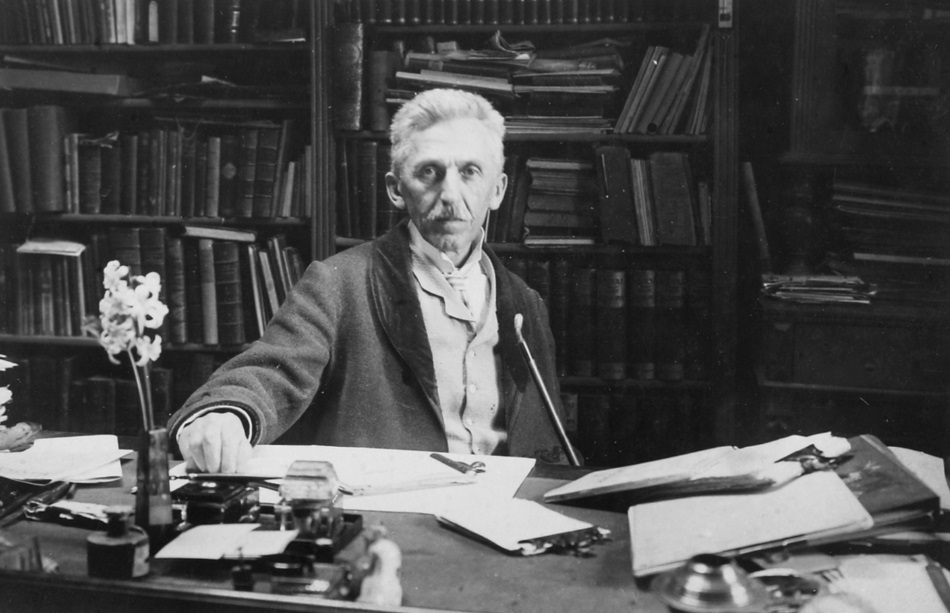
Géza Gárdonyi
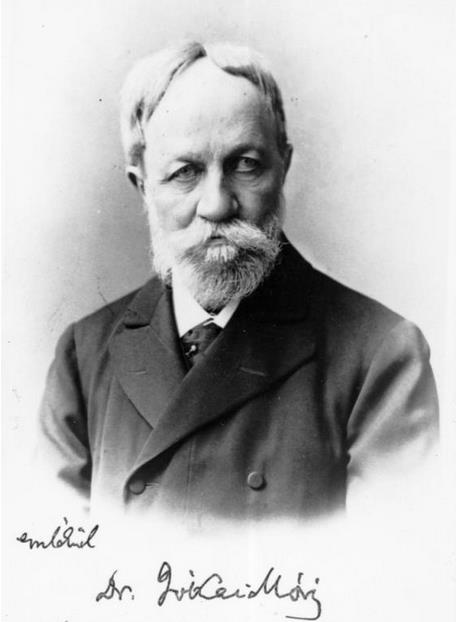
Mór Jókai
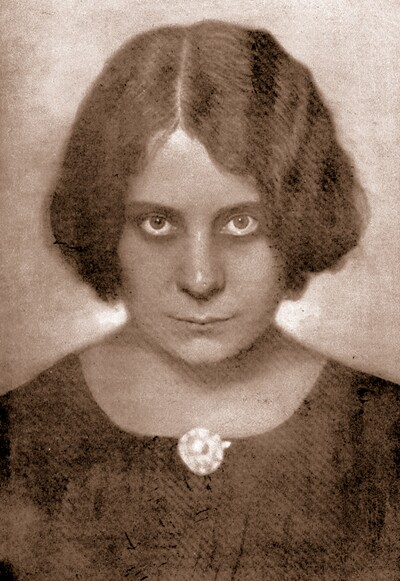
Margit Kaffka
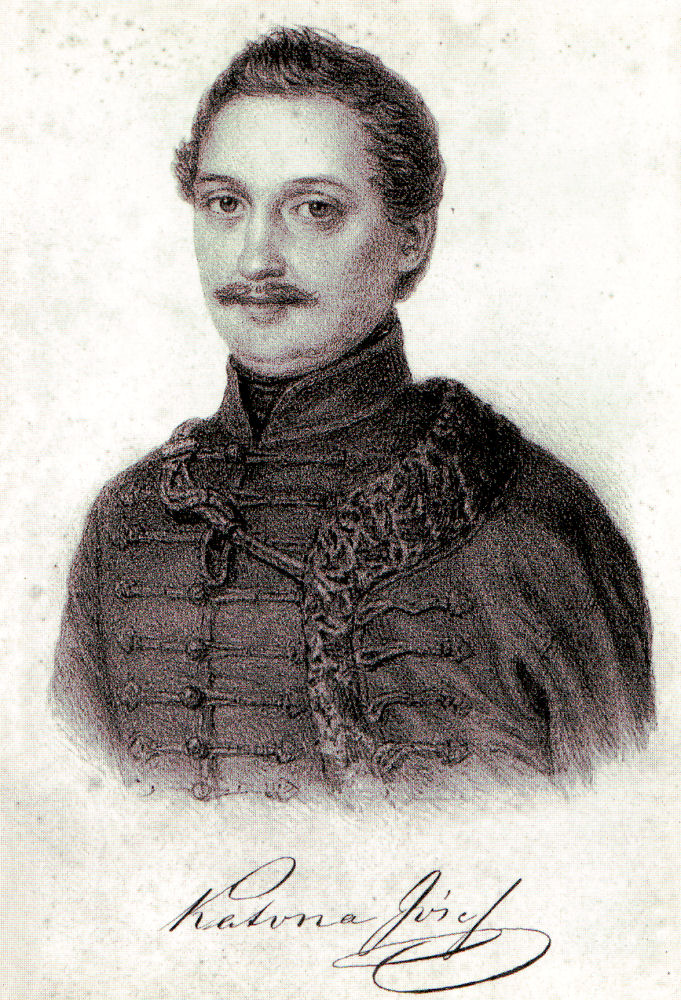
József Katona
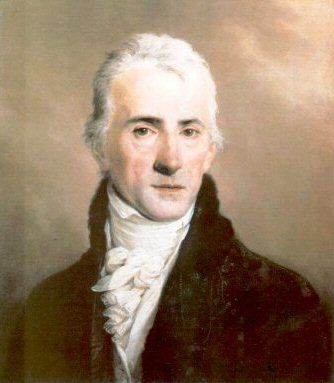
Ferenc Kazinczy
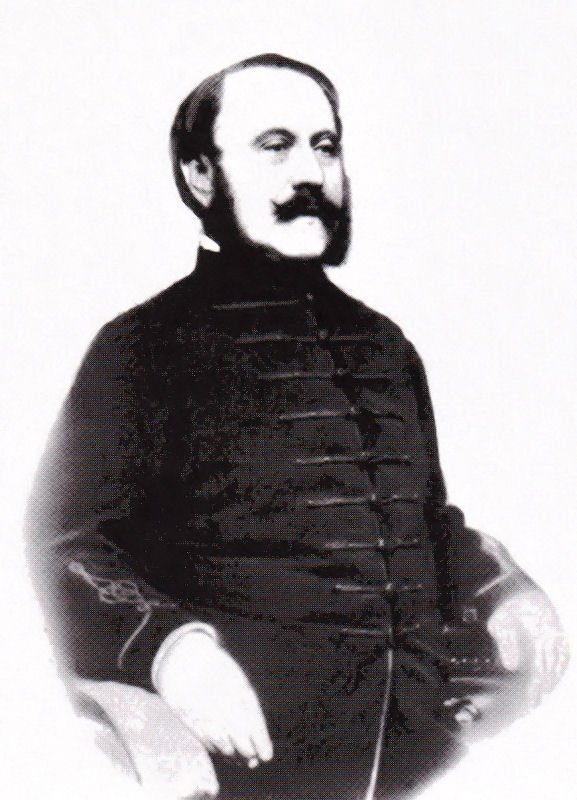
Zsigmond Kemény
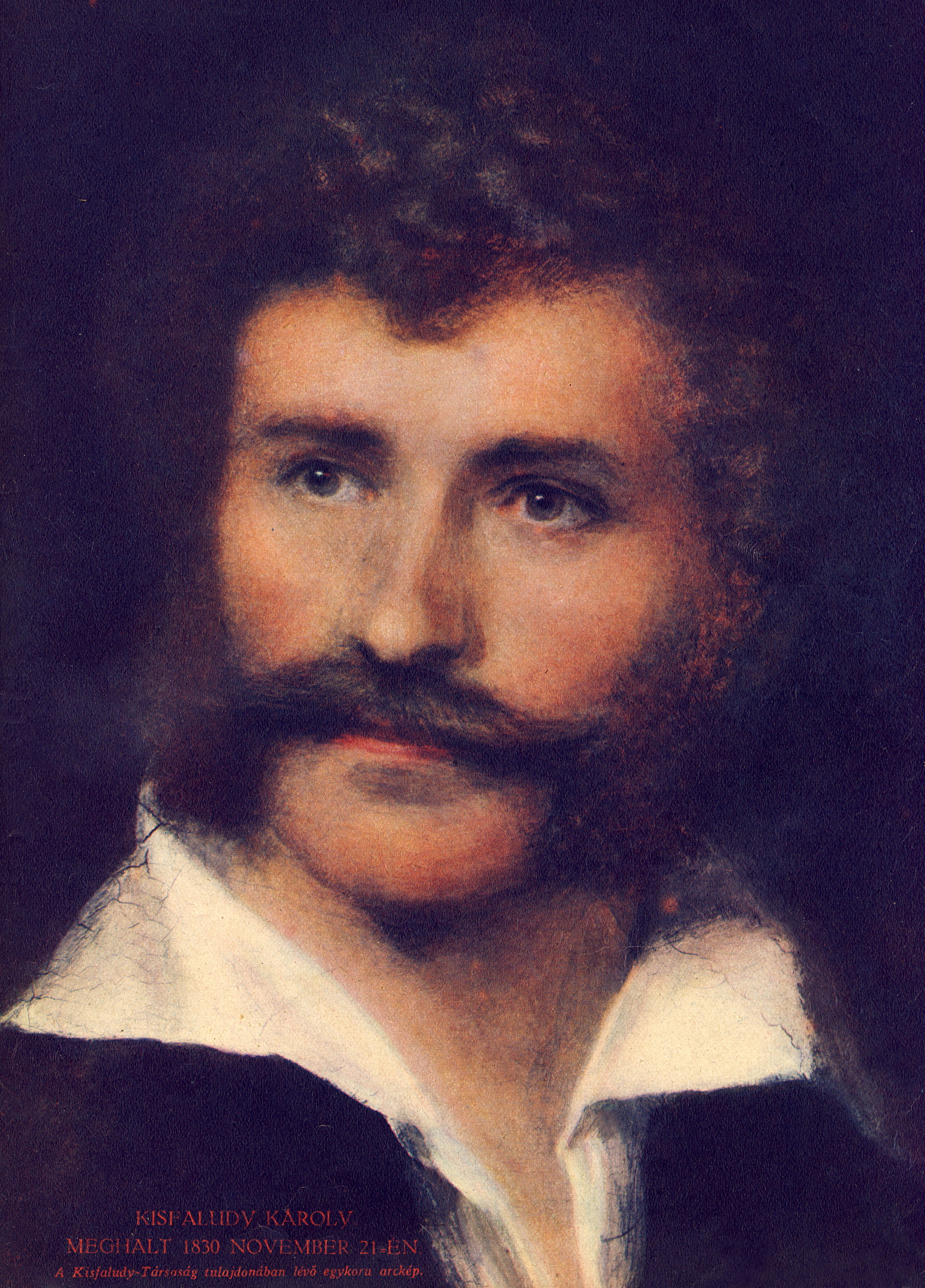
Károly Kisfaludy
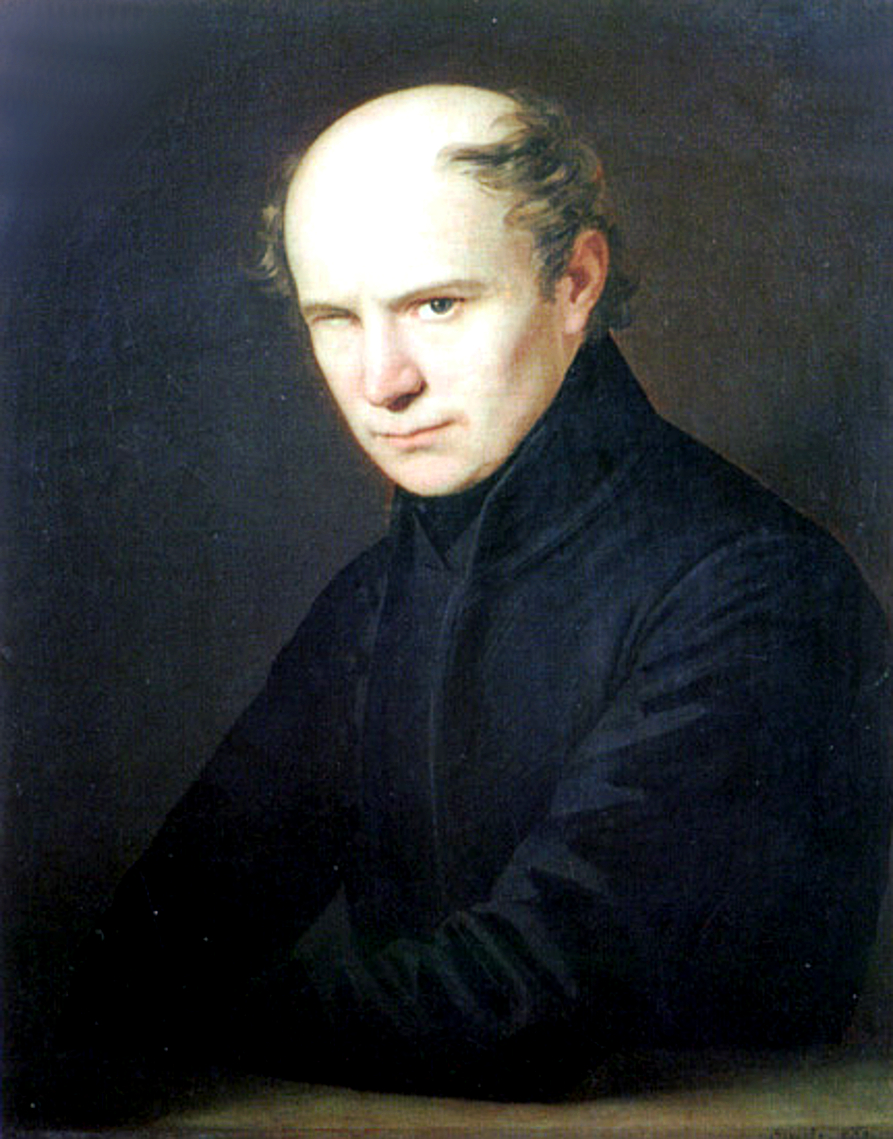
Ferenc Kölcsey
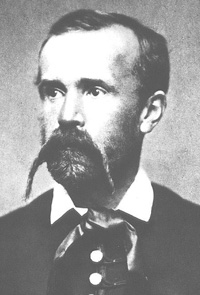
Imre Madách
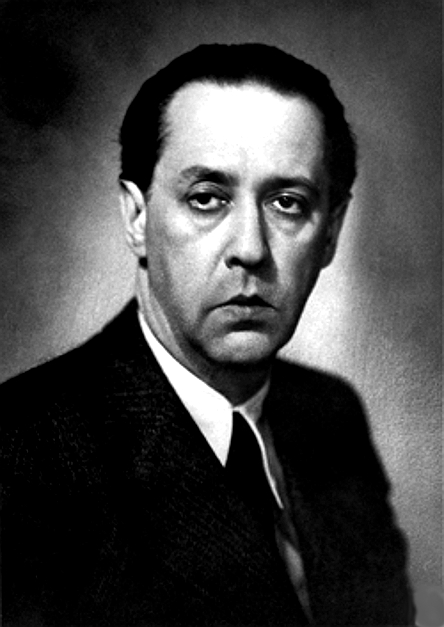
Sándor Márai
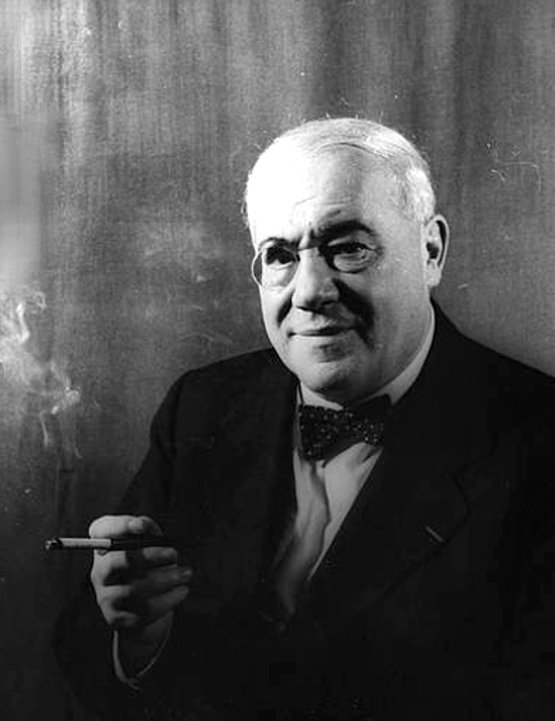
Ferenc Molnár
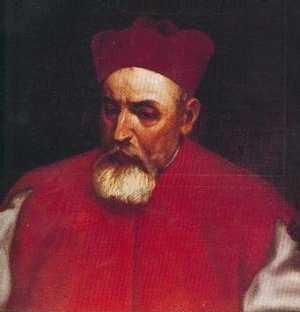
Péter Pázmány
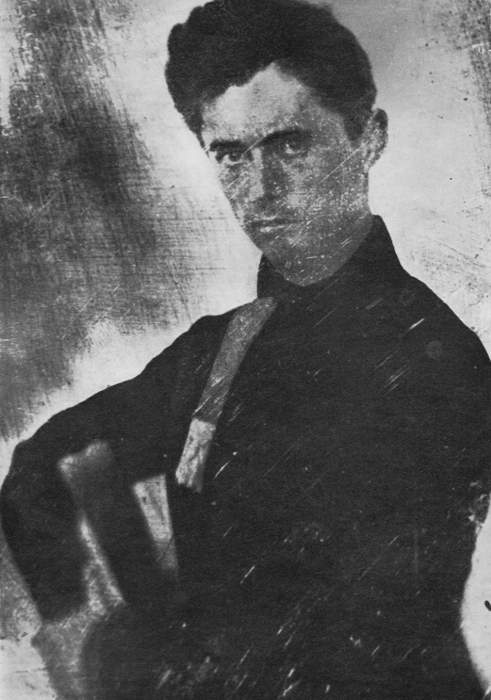
Sándor Petőfi
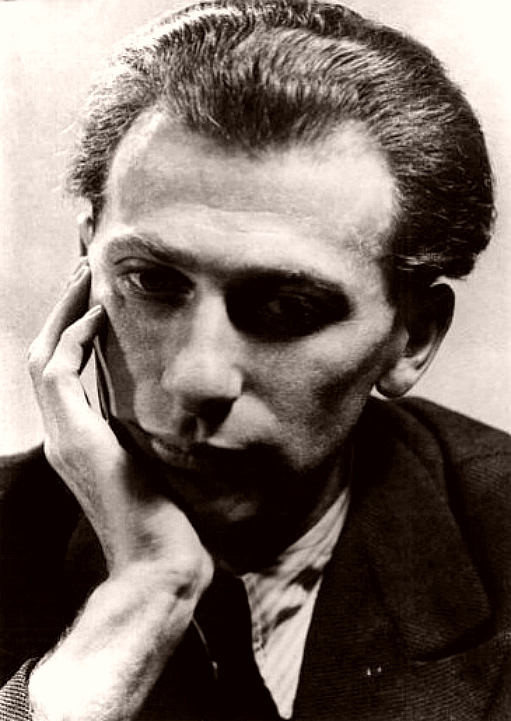
Miklós Radnóti
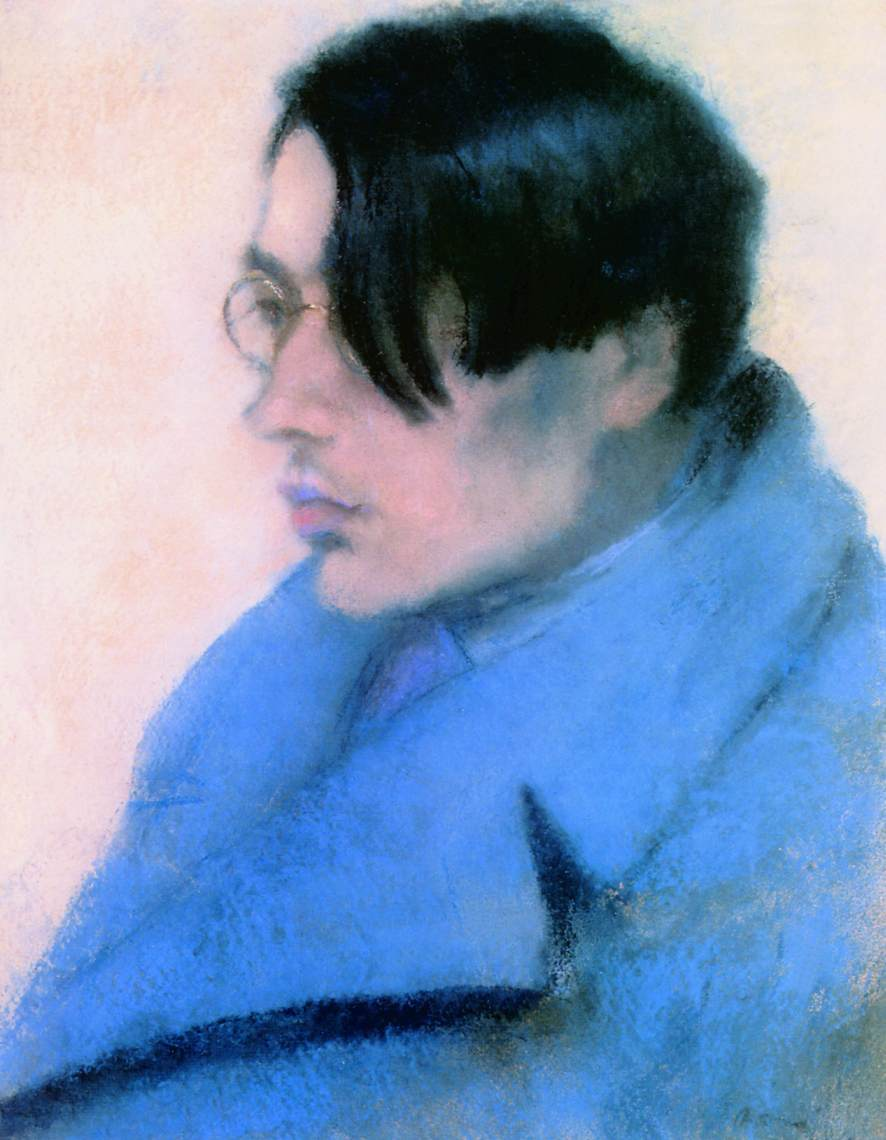
Lőrinc Szabó
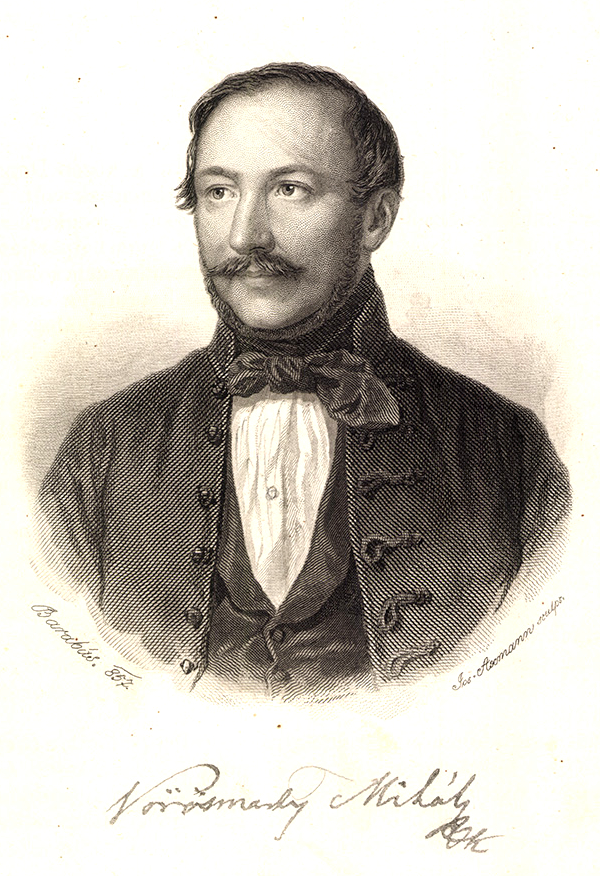
Mihály Vörösmarty
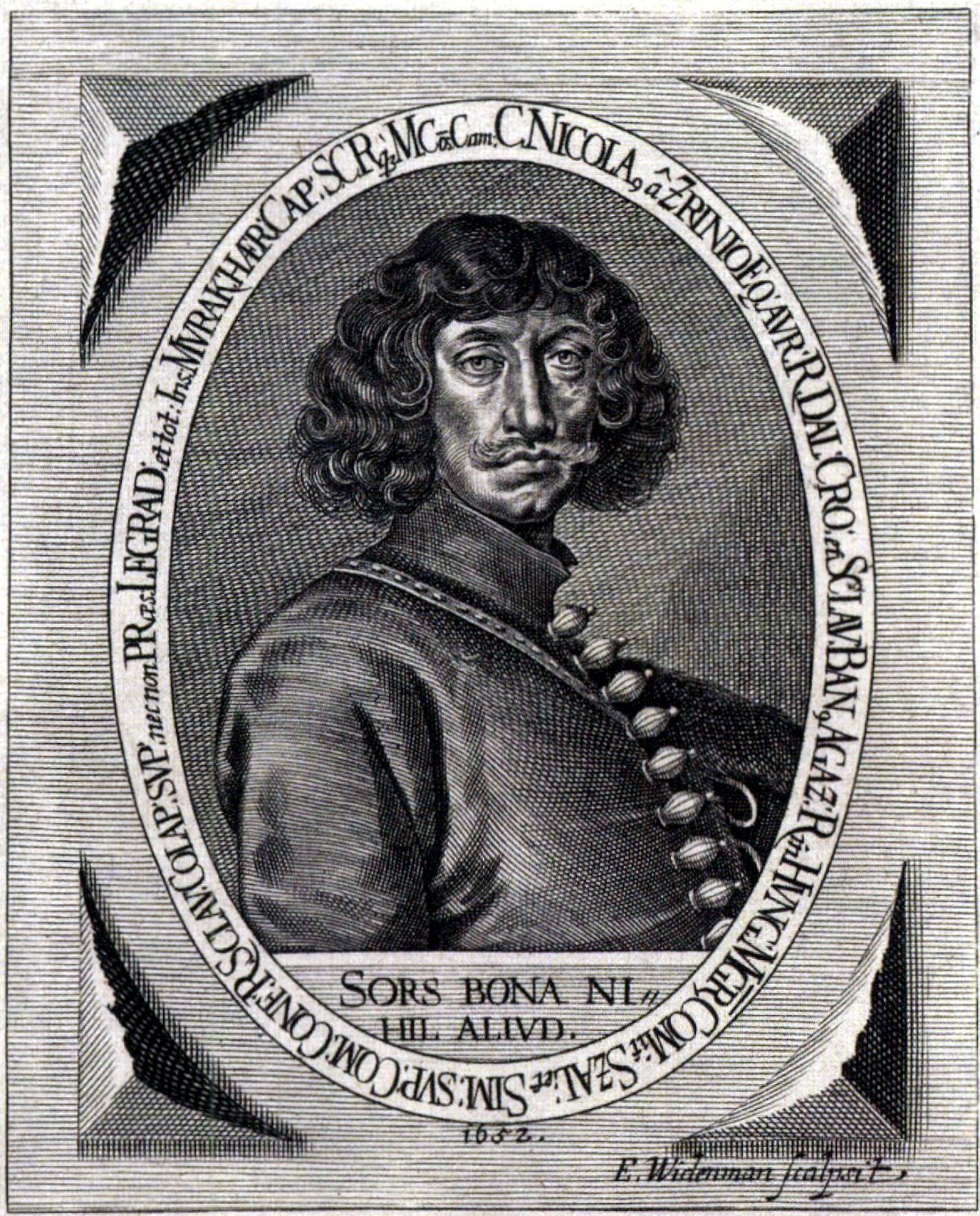
Nikola Zrinski
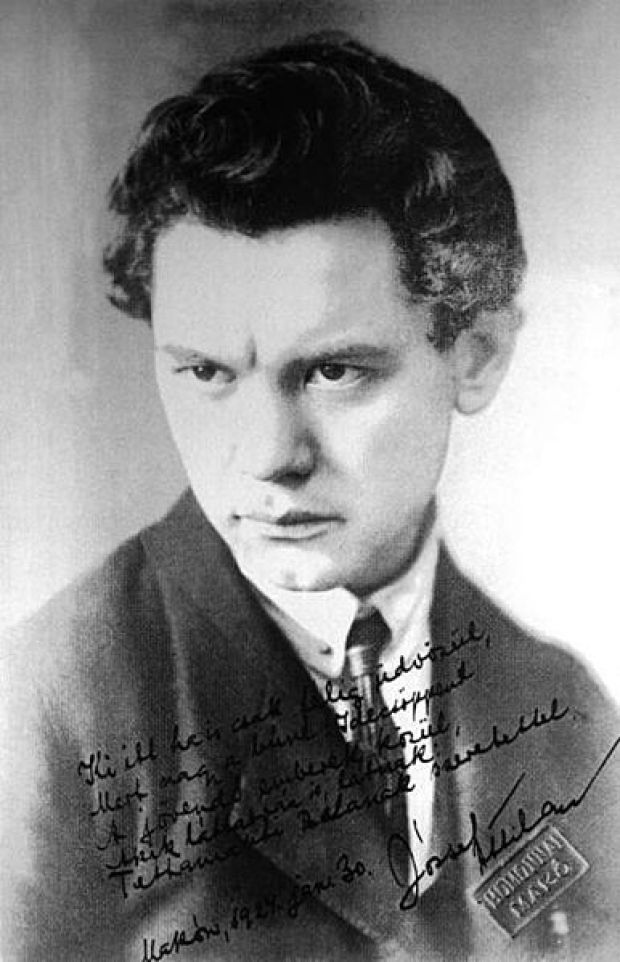
Attila József
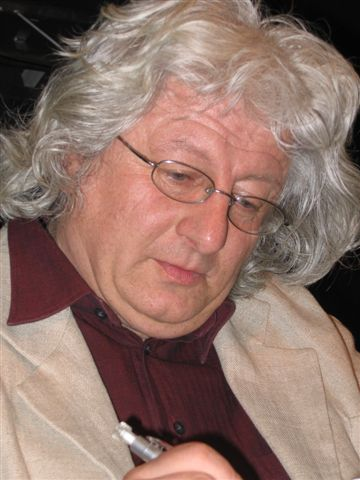
Péter Esterházy
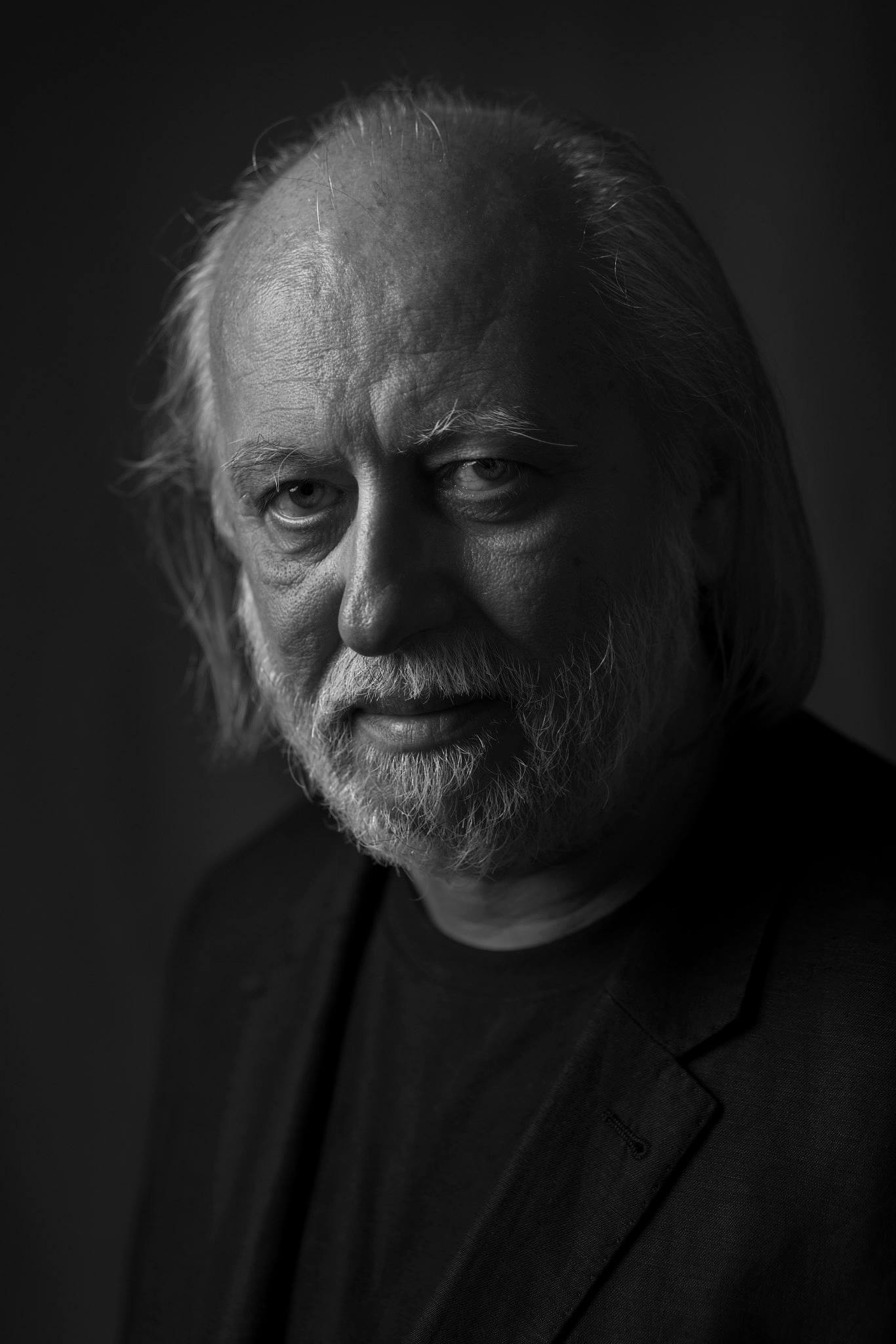
László Krasznahorkai